# Le brune sparano
Le brune sparano è un film del 1960 diretto da Robert Lamoureux e tratto dalla sua opera teatrale omonima.

## Trama
Germain Vignon, commerciante di auto usate, ha la bellezza di ben quattro amanti: Sonia, Anne-Marie, Christine e Sophie. Un giorno gli si presenta un uomo che gli impone di troncare la relazione con sua moglie, pena la morte. Il problema è che Germain ignora chi, tra le sue quattro donne, sia la moglie dell'uomo.